# Tatjana Ledovska
Tatjana Mihajlovna Ledovska (belorusko Тацяна Міхайлаўна Ледаўская), beloruska atletinja, * 21. maj 1966, Ščokino, Sovjetska zveza.
Nastopila je na olimpijskih igrah v letih 1988, 1992 in 1996, leta 1988 je osvojila naslov olimpijske prvakinje v štafeti 4×400 m in srebrno medaljo v teku na 400 m z ovirami, leta 1992 je bila v slednji disciplini četrta. Na svetovnih prvenstvih je leta 1991 v obeh disciplinah osvojila naslov prvakinje, na evropskih prvenstvih pa leta 1990 naslov prvakinje v teku na 400 m z ovirami in srebrno medaljo v štafeti 4x400 m. Ob olimpijski zmagi je s sovjetsko reprezentanco postavila svetovni rekord v štafeti 4 x 400 m s časom 3:15,17, ki je aktualni svetovni rekord.